# پنج پانداوا و یک زنبور عسل
پنج پانداوا و یک زنبور عسل 
(به تلوگویی: Pandavulu Pandavulu Tummeda) فیلمی محصول سال ۲۰۱۴ و به کارگردانی سریواس است. در این فیلم بازیگرانی همچون موهان بابو، ویشو مانچو، راوینا تاندون، مانچو مانوج، هانیسکا موتوانی، پرانیتا سوبهاش، وارون ساندش، تانیش، داساری نارایانا رائو، موکش ریشی، شمس‌الدین ابراهیم و تلنگانا شکونتلا ایفای نقش کرده‌اند.